# Niemiajszczyzna
Niemiajszczyzna (biał. Немяйшчызна, ros. Немейщизна) – przystanek kolejowy w miejscowości Niemiejsze, w rejonie grodzieńskim, w obwodzie grodzieńskim, na Białorusi.